# Hans Schiefele (Journalist)
Hans Schiefele (* 1. Oktober 1919 in München; † 19. September 2005) war ein deutscher Sportjournalist und langjähriges Mitglied des FC Bayern München, bei dem er unterschiedliche Funktionen wahrnahm.

## Leben
Schiefele trat dem FC Bayern München am 11. September 1928 bei, dem er bis zu seinem Ableben 77 Jahre lang treu verbunden war. Er spielte vor dem Zweiten Weltkrieg in der Jugendabteilung des Vereins Fußball und kam in der Saison 1937/38 in der Gauliga Bayern, in einer von zunächst 16, später auf 23 aufgestockten Gauligen zur Zeit des Nationalsozialismus als einheitlich höchste Spielklasse im Deutschen Reich zu einem Spieleinsatz, wie auch in der Saison 1942/43, in der er jeweils ein Spiel um die Gaumeisterschaft München-Oberbayern und in der Gauliga Südbayern absolvierte. Er bestritt zudem insgesamt sechs Freundschaftsspiele für die Bayern und stand sogar kurz vor seiner Berufung in die A-Nationalmannschaft, die jedoch wegen des Ausbruchs des Zweiten Weltkrieges nicht realisiert werden konnte.
Nach dem Ende des Krieges fand er eine Anstellung bei der Abendzeitung, einer Münchner Boulevardzeitung. Im Archiv beschäftigt, das sich seinerzeit – wie auch die Sportabteilung – im Keller befand, wurde er vom Sportredakteur auf das Verfassen eines Artikels für den Sportteil angesprochen. Zugesagt, schrieb er so gut, dass er bald darauf als Journalist eingestellt wurde und diesen Beruf dann jahrzehntelang ausübte. So begleitete er – nach seiner aktiven Zeit als Spieler – weiterhin den FC Bayern München, für dessen Klubzeitschrift er auch verantwortlich zeichnete. Im Verlauf seiner Journalistentätigkeit wechselte er zur Süddeutschen Zeitung, die ihn als einzigen Redakteur zum Endspiel der Fußballweltmeisterschaft 1954 schickte. 
Selbst im „Ruhestand“ blieb er aktiv; er war Mitbegründer der Kegelabteilung, die ihm bis zu seinem Tode ein ganz besonderes Anliegen war und ihm wohl am meisten am Herzen lag. Er gehörte eine Zeit lang dem Vorstand des FC Bayern München an und war sein langjähriger Schriftführer. Von 1987 bis zur Umwandlung des Vereins in eine AG im Jahr 2002 bekleidete er das Amt des Vizepräsidenten. Die Dauer seines Amtes hing auch sehr stark mit seiner freundschaftlichen Beziehung zu Karl-Heinz Rummenigge ab, der ihm immer wieder seine Unterstützung gab. Karl-Heinz Rummenigge hätte sogar sein Amt abgelegt, wenn bei den Präsidiumswahlen 2000 Hans Schiefele nicht wiedergewählt worden wäre. Aus Dankbarkeit für seine stets kompetente und loyale ehrenamtliche Tätigkeit, stets bemüht, auch die kleineren Abteilungen des Vereins zu fördern und zu unterstützen, ernannte ihn die Mitgliederversammlung zum Ehrenmitglied und Ehren-Vizepräsidenten des FC Bayern München. Er starb am 19. September 2005, in der Nacht von Sonntag auf Montag, als seinerzeitiges Mitglied mit der längsten Vereinszugehörigkeit und der Ausweisnummer 1.
„Auf Hans Schiefele war immer Verlass,“ so der ehemalige Präsident Franz Beckenbauer. „Mit seiner humorvollen, manchmal so typisch bayerisch-hintergründigen Art und seiner Kompetenz in allen ihm anvertrauten Aufgaben war er über viele Jahre hinweg ein wichtiger Mann in der Führung des FC Bayern. Er war ausgleichend, behielt stets die Ruhe und erinnerte uns immer wieder an die Wurzeln und Tradition des Vereins. Hans Schiefele wird uns sehr fehlen.“